# Oreco
Pour les articles homonymes, voir Rodrigues (homonymie).
Valdemar Rodrigues Martins, surnommé Oreco, né le 13 juin 1932 à Santa Maria et mort le 3 avril 1985 à Ituverava, est un footballeur international brésilien évoluant au poste de latéral gauche.

## Biographie
Oreco évolue sept saisons au SC Internacional, de 1950 à 1957 avec le CR Flamengo. Il fait de même au SC Corinthians de 1957 à 1965. Il rejoint ensuite le club colombien du CD Los Millonarios pour deux saisons avant de s'engager pour le club mexicain du Deportivo Toluca. En 1969, Oreco quitte le Mexique pour les États-Unis et le Dallas Tornado.
Il est sélectionné en équipe du Brésil de football où il joue dix matchs et remporte la Coupe du monde de football de 1958, sans toutefois avoir joué une seule minute dans cette compétition.
Il prend sa retraite sportive en 1972.

## Palmarès
Avec l'équipe du Brésil de football
- Vainqueur de la Coupe du monde de football de 1958.
- Vainqueur du Championnat panaméricain de football en 1956.
- Vainqueur de la Copa Roca en 1957.
- Vainqueur de la Taça Oswaldo Cruz (pt) en 1958 et 1961.

Avec le SC Internacional
- Vainqueur du Championnat du Rio Grande do Sul de football en 1950, 1951, 1952, 1953 et 1955.

Avec le Dallas Tornado
- Vainqueur du Championnat des États-Unis de football en 1971.